# Banpresto
Banpresto Co., Ltd. (株式会社バンプレスト Kabushiki-gaisha Banpuresuto?) fue una empresa japonesa. Fundada en 1977, su actividad más conocida era el desarrollo de videojuegos y la fabricación de figuras coleccionables. Desde 1989 era una filial de Bandai, posteriormente Bandai Namco Holdings, y en 2019 quedó integrada en la división Bandai Spirits.

## Historia
La empresa fue fundada en abril de 1977 como «Hoei Sangyo» y en 1982 pasó a llamarse «Coreland», con una actividad centrada en el desarrollo de videojuegos como subcontrata de la división arcade de Sega. En esa etapa produjo títulos como Jump Bug (1981), Pengo (1982), I'm Sorry (1985) y My Hero (1986).
En febrero de 1989, Bandai se hizo con el control de la empresa para convertirla en una filial de videojuegos y máquinas recreativas, por lo que ésta pasó a llamarse «Banpresto». Los primeros trabajos estaban centrados en series de anime y en franquicias pertenecientes a la matriz, entre ellas Compati Hero —un cruce de personajes tokusatsu— y la saga Super Robot Wars. Aunque muchos de ellos no salieron de Japón, gozaron de traducciones no oficiales e incluso la saga Robot Wars tuvo un relanzamiento internacional. La compañía también fabricaba máquinas recreativas de premios, figuras coleccionables, maquetas de robots y gashapon basados en las licencias de Bandai.
En 2005, Bandai y Namco se fusionaron para formar Bandai Namco Holdings. En un primer momento Banpresto mantuvo su acitivdad como desarrolladora. A partir de 2008 todo el negocio de videojuegos quedó en manos de la filial Bandai Namco, por lo que Banpresto se centró exclusivamente en las máquinas de premios y en las figuras. A partir del 1 de abril de 2019 quedó integrada en la división Bandai Spirits, si bien la matriz ha mantenido la marca Banpresto en otros mercados internacionales.